# Buddy Greco
Armando Joseph „Buddy” Greco (n. 14 august 1926, Pennsylvania, SUA – d. 10 ianuarie 2017, Las Vegas, Nevada, SUA) a fost un pianist, compozitor și cântăreț american.